# Galloway
Galloway ((del gaélico escocés: Gall-Ghàidhealaibh/Gallobha) pronunciado [əŋ ɡaul̪ˠɣəl̪ˠəv/ga.lo.wa], (del escocés (lengua germánica): Gallowa)) es un región localizada al suroeste de Escocia. Normalmente, se refiere como Galloway a los condados históricos de Wigtownshire, tradicionalmente conocidos como West Galloway (Galloway occidental) y Kirkcudbrightshire como East Galloway (Galloway oriental).

## Etimología
El nombre de Galloway es una derivación del gaélico i nGall Gaidhealaib («entre el Gall Gaidheil»). El Gall Gaidheil, literalmente significa: "extraño-Gaidheil", originalmente y refiere a la población étnica mixta entre escandinavos y gaélicos que pobló Galloway en la Edad Media en Escocia.